# Constantino Ducas (coemperador)
Constantino Ducas (en griego: Κωνσταντίνος Δούκας, romanizado: Kōnstantinos Doukas; finales de 1074-c. 1095) fue emperador menor bizantino de 1074 a 1078, y nuevamente de 1081 a 1087. Nació del emperador Miguel VII Ducas y su consorte María de Alania a finales de 1074 y ascendido a emperador menor ese mismo año. Fue emperador menor hasta 1078, cuando Miguel VII fue reemplazado por Nicéforo III Botaniates. Debido a que Constantino no fue nombrado emperador menor bajo Nicéforo III, su compromiso con Olimpia, la hija de Roberto Guiscardo, estaba roto, lo que Roberto Guiscardo utilizó como pretexto para invadir el Imperio bizantino. Juan Ducas obligó a Nicéforo III a abdicar ante Alejo I Comneno en 1081, y poco después Alejo elevó a Constantino a emperador menor bajo sus órdenes. Constantino siguió siendo emperador menor hasta 1087, cuando Alejo tuvo un hijo, Juan II Comneno. Constantino murió hacia 1095.

## Biografía
Constantino Ducas nació a finales de 1074 del emperador bizantino Miguel VII Ducas y su esposa María de Alania, como porfirogéneta, lo que significa que nació durante el reinado de su padre. Constantino fue elevado a emperador menor en 1074 por Miguel VII. Poco después de su nacimiento, en agosto de 1074, Constantino se comprometió con Olimpia, la hija de Roberto Guiscardo, duque normando de Apulia y Calabria. Este arreglo fue cancelado después de que Miguel abdicó en 1078, después de lo cual María y Constantino se retiraron al monasterio de Petrion. María se casó con Nicéforo III Botaniates, quien tomó el poder después de la abdicación de Miguel, a instancias del tío de Miguel, Juan Ducas, pero no pudo convencerlo de que elevara a Constantino a emperador menor, rompiendo así el compromiso. Roberto Guiscardo, por lo tanto, lanzó una invasión del Imperio bizantino, usando el compromiso roto como pretexto.
Para combatir esta invasión, Alejo Comneno recibió una gran fuerza para repeler al ejército normando dirigido por Guiscardo. Juan Ducas, quien previamente había instado a Nicéforo a tomar el poder, conspiró en su contra, con la intención de derrocarlo y reemplazarlo con Alejo. Nicéforo, incapaz de formar una alianza ni con los selyúcidas ni con Nicéforo Meliseno, se vio obligado a abdicar a favor de Alejo en 1081. Después de que Alejo ascendió al trono en 1081, elevó a Constantino a emperador menor, y lo comprometió con su hija Ana Comneno en 1083, poco después de su nacimiento. Sin embargo, fue reemplazado como emperador menor y heredero imperial por Juan II Comneno, en 1087, poco después de su nacimiento de Alejo e Irene Ducaina. Constantino murió en hacia 1095.
Se cree que Constantino Ducas está grabado en la Santa Corona húngara, que fue entregada al rey húngaro Geza I de Hungría por el padre de Constantino, Miguel VII, representada junto al rey Geza I y Miguel VII; aunque la figura puede ser Constancio Ducas.